# Thème morphologique
Le thème (du grec τὸ θέμα, « ce qui est posé ») est, en morphologie, la partie d'un mot, composée de la racine et éventuellement d'une voyelle thématique,, à laquelle s'ajoutent les désinences.
Par exemple, dans la forme finissons, le thème est fin-iss-, composé du radical fin- et du suffixe inchoatif -iss-. La notion de thème est primordiale dans l'étude des langues indo-européennes anciennes (sanskrit, latin, grec ancien, etc.), ces langues ayant fait reposer leur morphologie sur le principe de thèmes fortement distingués les uns des autres.
Dans le cas de la racine sémitique, on parle plus volontiers de schème.